# Mohrigia hylotoma
Mohrigia hylotoma är en tvåvingeart som beskrevs av Menzel och Werner Mohrig 2000. Mohrigia hylotoma ingår i släktet Mohrigia och familjen sorgmyggor.
Artens utbredningsområde är Nepal. Inga underarter finns listade i Catalogue of Life.